# Narsete Persarmeno
Narsete Persarmeno (... – 543) è stato un generale bizantino vissuto all'epoca di Giustiniano. L'appellativo "Persarmeno" è utilizzato per distinguerlo dal più famoso conquistatore d'Italia Narsete, del quale fu un sottoposto.

## Biografia
Nato in Persarmenia, Narsete era fratello di Arazio e Isacio. Di buona famiglia, Narsete entrò insieme al fratello Arazio nell'esercito persiano e comandando insieme l'esercito sasanide riuscirono a sconfiggere i generali bizantini Belisario e Sitta che avevano invaso l'Armenia persiana. Nel 530, però, decisero di disertare passando dalla parte di Bisanzio; fuggiti in territorio bizantino con la madre, Arazio e Narsete Persarmeno vennero ben accolti dal sacellario eunuco Narsete (il futuro conquistatore dell'Italia), che li ricompensò per la loro diserzione con una ricompensa in denaro.
Nel 535 ca. Narsete era dux Thebaidis in Egitto. Comandava le truppe stazionate a File e in quell'anno distrusse su ordine di Giustiniano i luoghi di culto di Blemmi e Nobati (pagani), arrestò i loro sacerdoti e inviò a Costantinopoli le loro immagini di culto.
Nell'estate del 538 Narsete fu inviato in Italia con rinforzi per Belisario, che stava combattendo una dura lotta per la riconquista dell'Italia contro gli Ostrogoti. Narsete Persarmeno era uno dei comandanti minori venuti al seguito del generale e eunuco di corte Narsete, il futuro conquistatore dell'Italia. Restò in Italia fino ad almeno al 540, quando è per l'ultima volta attestato da Procopio, che narra che durante l'assedio di Ravenna Belisario allontanò con un pretesto dai dintorni di Ravenna Narsete Persarmeno, suo fratello Arazio e altri generali perché non si fidava di loro, essendo essi sostenitori del rivale Narsete.
Nel 543 era già tornato in Oriente, dove, al comando di Eruli e Armeni, condusse un'incursione in territorio persiano in quello stesso anno; ricevuta una ferita letale nel corso della disfatta di Anglon, nella quale i Persiani annientarono l'esercito bizantino grazie a un'imboscata, fu tratto fuori dalla battaglia da suo fratello Isacco, ma era troppo tardi perché perì poco dopo per la ferita ricevuta.